# Uvarus quadrilineatus
Uvarus quadrilineatus is een keversoort uit de familie waterroofkevers (Dytiscidae). De wetenschappelijke naam van de soort is voor het eerst geldig gepubliceerd in 1923 door Zimmermann.